# Матеус Карамело
Матеус Карамело (порт. Mateus Lucena dos Santos, 30 серпня 1994, Клементіна, Бразилія — 28 листопада 2016, Ла-Уніон, Колумбія) — бразильський футболіст, що грав на позиції нападника.

## Ігрова кар'єра
У дорослому футболі дебютував 2013 року виступами за команду клубу «Можі-Мірім».
Своєю грою за цю команду привернув увагу представників тренерського штабу клубу «Сан-Паулу», до складу якого приєднався 2013 року.
Згодом з 2014 по 2015 рік на правах оренди грав у складі команд клубів «Атлетіко Гояніенсе» та «Шапекоенсе».
2016 року повернувся до клубу «Сан-Паулу». 2016 року вдруге приєднався до «Шапекоенсе» на правах оренди.
Загинув 28 листопада 2016 року в авіакатастрофі в Колумбії, яка забрала життя майже всього складу клубу і тренерського штабу клубу в повному складі. Команда летіла на перший фінальний матч ПАК 2016 з «Атлетіко Насьоналем».